# Сан Ђовани ин Голфо II (Кампобасо)
Сан Ђовани ин Голфо II је насеље у Италији у округу Кампобасо, региону Молизе.
Према процени из 2011. у насељу је живело 69 становника. Насеље се налази на надморској висини од 681 м.